# Mustasaari (ö i Finland, Södra Savolax, S:t Michel, lat 61,58, long 27,07)
Mustasaari är en ö i Finland. Den ligger i sjön Suojärvi och i kommunen Sankt Michel i den ekonomiska regionen  S:t Michel och landskapet Södra Savolax, i den södra delen av landet, 190 km nordost om huvudstaden Helsingfors. Öns area är 1,1 hektar och dess största längd är 210 meter i nord-sydlig riktning.